# کورسکی (آدیغیه)
کورسکی (به لاتین: Kursky) یک منطقهٔ مسکونی در روسیه است که در آدیغیه واقع شده‌است.